# Michele Riccio
Michele Riccio (Castellammare di Stabia o Napoli, 1445 – Parigi, 1515) è stato un nobile, storico e giureconsulto italiano naturalizzato francese, conte di Cariati e signore di Giugliano in Campania e Trecchina.

## Biografia
Michele Riccio nacque nel 1445 a Castellammare di Stabia o Napoli da Nicolò Riccio e Mariella Correale.
Ebbe come precettore l'umanista Pietro Summonte e divenne giureconsulto. Il Re del Regno di Napoli Ferrante d'Aragona gli assegnò nel 1487 la cattedra di legge nell'Università di Napoli.
Con l'arrivo a Napoli del Re Carlo VIII di Francia, Michele passò al servizio di questi, il quale lo nominò consigliere, avvocato fiscale del Real Patrimonio e maestro razionale della Regia Zecca e nel 1498 l'investì inoltre della contea di Cariati e del feudo di Giugliano in Campania. Dopo la cacciata di Carlo VIII le cronache non chiariscono se lo seguì subito a Parigi o se rimase a Napoli.
Durante il corso dei conflitti tra Angioini ed Aragonesi Luigi XII di Francia si impossessò di Napoli e Michele divenne consigliere, presidente del Sacro Regio Consiglio, luogotenente del gran protonotario e senatore di Milano. Inoltre il principe di Salerno Roberto Sanseverino gli donò il feudo di Trecchina ed infine gli altri nobili napolitani del Seggio di Nido dei Sedili di Napoli aggregarono al detto Seggio lui e tutti gli altri discendenti maschi della famiglia Riccio. La pace tra i due contendenti al trono però durò poco ed iniziarono subito le battaglie militari e legali, alle quali contribuì Michele. Alla fine prevalse il Re Ferdinando il Cattolico ed i francesi furono costretti a lasciare il Regno, e questa volta Michele li seguì a Parigi, lasciando la moglie ed i figli a Napoli.
In Francia Michele continuò a ricevere onori divenendo consigliere del Supremo Consiglio di Parigi e della Curia del Parlamento di Borgogna e dal 1501 al 1502 fu presidente del Parlamento di Aix-en-Provence. In seguito, nel 1505, il Re Luigi XII lo rimandò in veste di ambasciatore in Italia dal Papa Giulio II. A quest'epoca risale la pubblicazione della sua più importante opera storica, il De regibvs Hispaniæ, Hiervsalem, Galliæ, vtriusque Siciliæ, & Vngariæ, historia. Dopo il soggiorno triennale a Roma Michele continuò la sua missione diplomatica a Genova (1506) e Firenze (1508).
Una volta rientrato in Francia, fu nominato maestro delle inchieste (ovvero segretario di Stato) e presidente del Parlamento di Parigi. Godeva di una tale stima presso il sovrano da essere comunemente denominato l'avvocato napoletano. Con ogni probabilità una figura così importante e scomoda attirò verso di sé invidie, gelosie e sospetti: una volta divenuto Ministro della Corona, morì improvvisamente, non senza il sospetto di avvelenamento, nel 1515.
Michele Riccio si sposò nel 1487 con Maria Carbone, la quale morì anch'essa di morte violenta, trucidata a Pozzuoli per mano di pirati turchi il 5 giugno 1520. Furono entrambi sepolti nella Chiesa di San Domenico Maggiore di Napoli all'interno della cappella di famiglia. La lapide di Michele, posta all'interno dell'altare di San Girolamo realizzato dallo scultore Tommaso Malvito, riporta la seguente iscrizione: Michaeli Riccio Civilis Pontificiique Juris Consultissimo in Italia et Gallia amplissimis honoribus functo Sebastianus Patri B. M. Anno MDXV.
In Francia sono tuttora conservate alcune opere del Riccio, firmate Michel du Rit e consultabili presso la Biblioteca Nazionale, come A consilio et ab requaestis (ut aiunt) regiis, compendiosi et veridici de Regibus christianis fere libelli, edito a Parigi nel 1507, Le bon François, ou De la foy des Gaulois, pubblicato a Lione nel 1589, e l'Oratio ad Julium II in obedientia illi praestita per Ludovico XII, pubblicata a Roma.

## Opere
- Historia profectionis Caroli VIII, 1496;
- Traité du devoir des gens de guerre et de leurs privilèges, 1505;
- Defensoria oratio pro Ludovico XII, 1506;
- Ianvarii Grossi I.C. ob pontetiam, et peritiam in historijs e Avctoris vita, in Michele Riccio, De Regibvs Hispaniæ, Hiervsalem, Galliæ, vtriusque Siciliæ, et Vngariæ, Historia Napoli, 1645.